# Großenwiehe

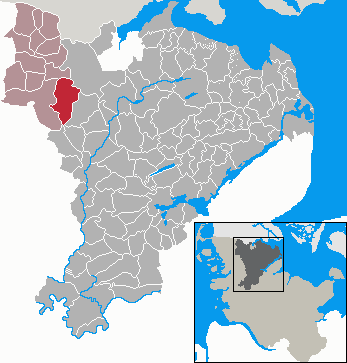

Großenwiehe (en danois Store Vi) est une commune de l'arrondissement de Schleswig-Flensburg, dans le Schleswig-Holstein, en Allemagne. 

## Histoire
La commune actuelle de Großenwiehe a été créée en 1970 lors de la fusion des anciennes communes autonomes de Schobüll, Schobüllhus et Großenwiehe.

## Personnalités liées à la ville
- Peter Petersen (1884-1952), philosophe né à Großenwiehe.